# فارسبان
فارسبان، روستایی از توابع بخش خزل شهرستان نهاوند در استان همدان ایران است.

## جمعیت
این روستا در دهستان سلگی قرار دارد و براساس سرشماری مرکز آمار ایران در سال ۱۳۹۵، جمعیت آن ۱۰۹۹ نفر (۳۶۰خانوار) بوده‌است.

## مردم
مردم این روستا لر هستند و به زبان لری گویش نهاوندی سخن می گویند.